# Turraea sericea
Turraea sericea är en tvåhjärtbladig växtart som beskrevs av James Edward Smith. Turraea sericea ingår i släktet Turraea och familjen Meliaceae. Inga underarter finns listade i Catalogue of Life.